# Dimeo van der Horst
Dimeo van der Horst est un joueur néerlandais de basket-ball à trois né le 23 juin 1991 à Amsterdam. Il a remporté avec l'équipe des Pays-Bas la médaille d'or du tournoi masculin aux Jeux olympiques d'été de 2024, organisés à Paris.